# Cine de Asia del Sur
El cine de Asia del Sur engloba la industria cinematográfica asentada en esa región, y por extensión, también las películas producidas y realizadas en Asia del Sur, así como las obras cinematográficas hechas por directores de ese origen geográfico.
Bajo este título se agrupan por lo tanto, los filmes de Afganistán, Bangladés, India, Nepal, Pakistán, Sri Lanka.